# Cody Kessel

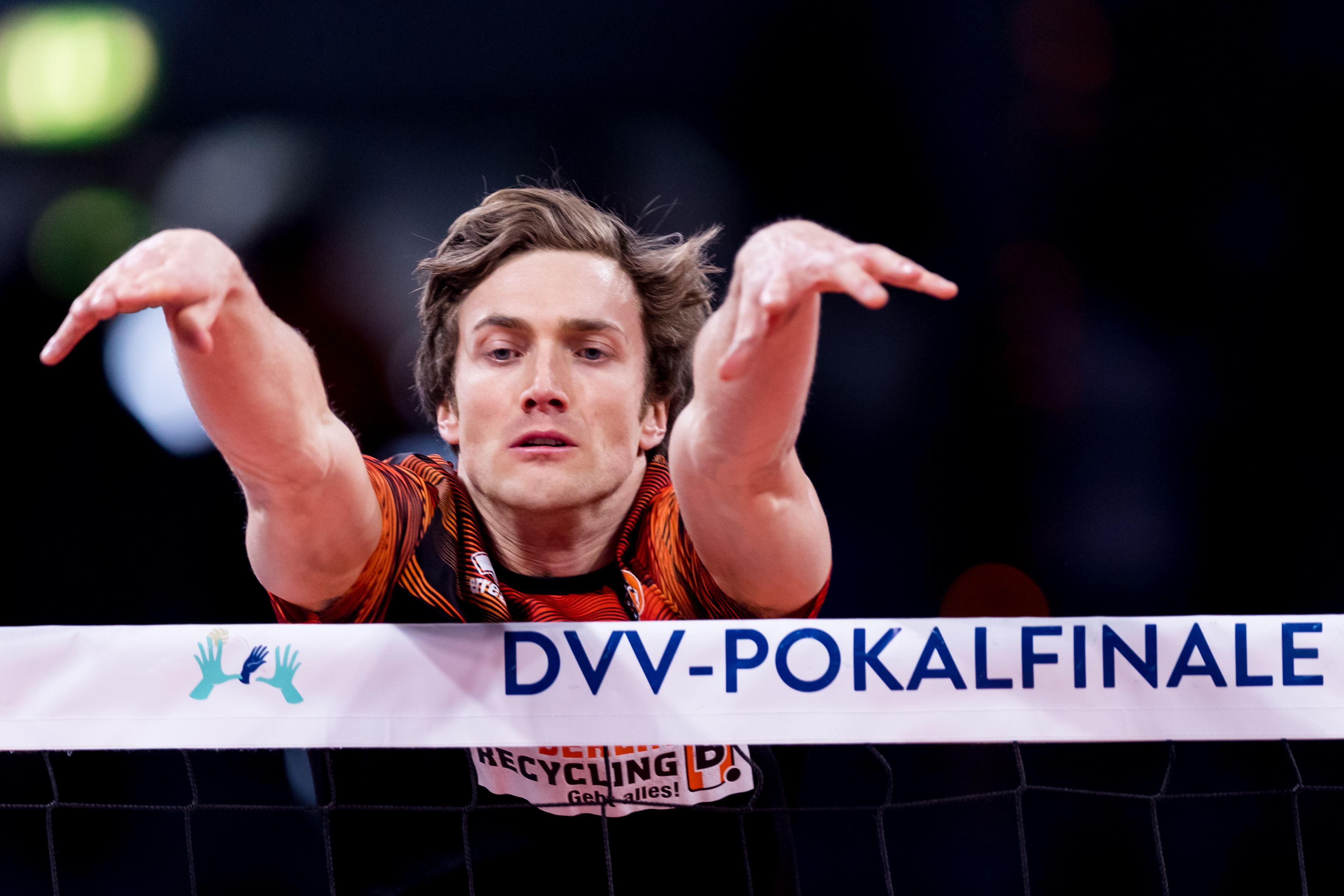
Cody Kessel w trakcie rozgrzewki podczas skakania do bloku przed finałem Pucharu Niemiec 2022/2023

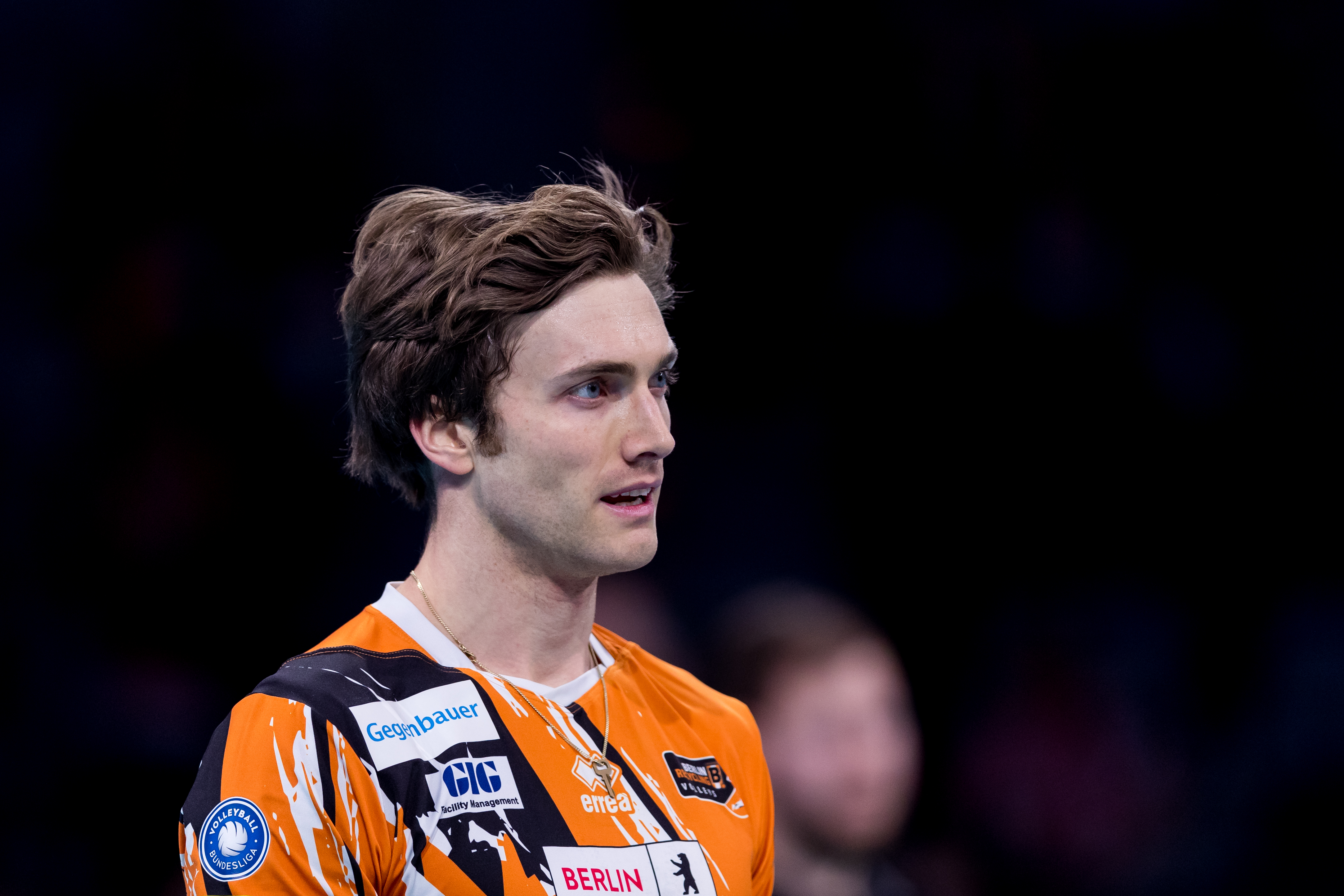
Cody Kessel zawodnikiem klubu Berlin Recycling Volleys w finale Pucharu Niemiec 2022/2023

Cody Kessel (ur. 3 grudnia 1991 w Colorado Springs) – amerykański siatkarz, reprezentant kraju, grający na pozycji przyjmującego.
Jako mały chłopiec uczył się gry w siatkówkę od swojego ojca Johna, który przez lata pracował w reprezentacji USA i zdobył złoto medal jako główny trener ze amerykańskimi siatkarzami plażowymi na Igrzyskach Olimpijskich w Sydney w 2000 roku.

## Kariera klubowa
| Kariera juniorska | Kariera juniorska         | Kariera juniorska | Kariera juniorska | Kariera juniorska | Kariera juniorska | Kariera juniorska | Kariera juniorska | Kariera juniorska | Kariera juniorska | Kariera juniorska |
| ----------------- | ------------------------- | ----------------- | ----------------- | ----------------- | ----------------- | ----------------- | ----------------- | ----------------- | ----------------- | ----------------- |
| Lata              | Klub                      |                   |                   |                   |                   |                   |                   |                   |                   |                   |
|                   | Colorado High School Team |                   |                   |                   |                   |                   |                   |                   |                   |                   |
| Kariera seniorska |                           |                   |                   |                   |                   |                   |                   |                   |                   |                   |
| Lata              | Klub                      |                   |                   |                   |                   |                   |                   |                   |                   |                   |
| 2011–2015         | Princeton University      |                   |                   |                   |                   |                   |                   |                   |                   |                   |
| 2015–2016         | TV Schönenwerd            |                   |                   |                   |                   |                   |                   |                   |                   |                   |
| 2016–2019         | SVG Lüneburg              |                   |                   |                   |                   |                   |                   |                   |                   |                   |
| 2019–2024         | Berlin Recycling Volleys  |                   |                   |                   |                   |                   |                   |                   |                   |                   |
| 2024–2025         | Greenyard Maaseik         |                   |                   |                   |                   |                   |                   |                   |                   |                   |
| 2025–             | Maccabi Tel Awiw          |                   |                   |                   |                   |                   |                   |                   |                   |                   |

## Sukcesy klubowe
Mistrzostwa EIVA Conference:
- 2014
- 2012, 2013, 2015

Superpuchar Niemiec:
- 2019, 2020[5], 2021, 2022[6], 2023[7]

Puchar Niemiec:
- 2020[8], 2023[9], 2024[10]

Mistrzostwo Niemiec:
- 2021, 2022[11], 2023[12], 2024[13]

## Sukcesy reprezentacyjne
Mistrzostwa Ameryki Północnej, Środkowej i Karaibów:
- 2019

Liga Narodów:
- 2022[14], 2023[15]